# The Rival Stage Lines (film, 1911)
Pour les articles homonymes, voir The Rival Stage Lines.
Pour plus de détails, voir Fiche technique et Distribution.
The Rival Stage Lines est un film muet américain réalisé par Francis Boggs et sorti en 1911.

## Fiche technique
- Titre : The Rival Stage Lines
- Réalisation : Francis Boggs
- Scénario : E.A. Martin
- Production : William Selig
- Dates de sortie : 
  -  États-Unis : 3 octobre 1911

## Distribution
- Sydney Ayres
- Herbert Rawlinson
- Tom Santschi
- George Hernandez
- Fred Huntley
- Iva Shepard